# Битинська Ольга Аверкіївна
Ольга Битинська (1900, смт Літин, Літинський район, Вінницька область — пом. 1922, Вінниця) — діячка повстанського руху в Україні 1917-1920-х рр., зв'язкова повстанського загону Якова Гальчевського. Розстріляна у Вінниці в 1922 р. ЇЇ рідний брат Микола Битинський — сотник армії УНР, відомий український геральдист.

## Біографія
Ольга Битинська народилась в 1900 р., в містечку Літин, у родині священика. З 1905 р. з матір'ю-вдовою та двома братами жила в Кам'янці-Подільському. Там закінчила початкову та міську 4-класну школу. З початком Першої світової родина переїздить до родичів на Чернігівщину. В 1918 р., в час Української революції родина віднайшла свого родича-швагра, полковника Ю. Ліщину-Мартиненка і разом з ним переїздить до Києва. Після призначення Ліщини-Мартиненка до прифронтової частини Ольга вступає до складу армії та виконує службу машиністки в канцелярії прифронтової комендатури.
В 1919 р. переїхала до своєї тітки Марії Битинської на хутір Вовковинський (нині частина смт.Вовковинці Деражнянського району Хмельницької області), пізніше починає вчителювати в сусідньому селі, водночас виконує функцію зв'язкової одного з повстанських загонів отамана Якова Гальчевського (Орла) між селами Радівці, Вербка та містечком Летичів.
Після невдалого Листопадового рейду, наприкінці 1921 р. разом з тіткою та родичами (Катериною Баликіною та Олександрою Марковою) була арештована на Волковинських хуторах агентами ЧК та етапована до Вінниці. Під час арешту в перестрілці з чекістами загинув рідний брат О. Маркової — Микола. В другій половині 1922 р., після допитів, страшного побиття та суду була розстріляна.